# Формула Бете — Блоха
Формула Бете — Блоха — формула для удельной ионизационной потери энергии при прохождении заряженных частиц через вещество. Получена Феликсом Блохом и Хансом Бете. Формула написана в системе СГС.
Для тяжелой заряженной частицы эта формула имеет вид:
{\displaystyle -\left({\frac {dT}{dx}}\right)={\frac {4\pi n_{e}z^{2}e^{4}}{m_{e}v^{2}}}\left[\ln {\frac {2m_{e}v^{2}}{I}}-\ln(1-\beta ^{2})-\beta ^{2}-\delta -U\right]},
где {\displaystyle T} — кинетическая энергия частицы; {\displaystyle v} — скорость частицы; {\displaystyle x} — путь, пройденный заряженной частицей в веществе; {\displaystyle m_{e}} — масса электрона; {\displaystyle I=(13{,}5Z)\cdot 1{,}6\cdot 10^{-12}} — средний ионизационный потенциал атомов поглощающего вещества (эрг); {\displaystyle n_{e}} — плотность электронов в среде; {\displaystyle e} — заряд электрона; {\displaystyle z} — заряд частицы; {\displaystyle \beta ={\frac {v}{c}}}; {\displaystyle \delta },{\displaystyle U} — члены, учитывающие эффект плотности и связанность K- и L-электронов.
Основной результат, который вытекает из этой формулы, заключается в том, что удельная потеря энергии заряженной частицы на ионизацию пропорциональна квадрату заряда частицы, концентрации электронов в среде, некоторой функции от скорости {\displaystyle \varphi (v)\sim {\frac {1}{v^{2}}}} и не зависит от массы частицы {\displaystyle M}: 
{\displaystyle {\frac {dT}{dx}}\sim z^{2}n_{e}\varphi (v)}.
Формула для вычисления ионизационных потерь электронов выглядит несколько иначе:
{\displaystyle -\left({\frac {dT}{dx}}\right)^{(e)}={\frac {2\pi e^{4}n_{e}}{m_{e}v^{2}}}\left[\ln {\frac {m_{e}v^{2}T_{e}}{2I^{2}{(1-\beta ^{2})}}}-\ln 2\left({2{\sqrt {1-\beta ^{2}}}}-1+\beta ^{2}\right)+1-\beta ^{2}+{\frac {1}{8}}\left(1-{\sqrt {1-\beta ^{2}}}~\right)^{2}-\delta \right]},
где {\displaystyle T_{e}} — релятивистская кинетическая энергия электрона;
{\displaystyle n_{e}} — плотность электронов в среде
{\displaystyle \delta } — поправка на эффект плотности.
Различие объясняется тем, что при рассмотрении элементарного процесса взаимодействия двух электронов надо учитывать отклонение обеих частиц, а также квантовомеханический эффект обмена, обусловленный их тождественностью. Для электронов высокой энергии, как и для тяжелых заряженных частиц, надо учитывать эффект плотности, приводящий к уменьшению ионизационных потерь. Однако при очень больших энергиях электроны начинают эффективно терять энергию из-за все большего и большего возрастания роли радиационного торможения. При энергии электрона, превосходящей критическую, эти потери преобладают над ионизационными.